# 朱鸿 (1917年)
朱鸿（1917年8月—2017年6月14日），曾用名朱广愈，江苏省宝应县人，抗日将士，中共党员，中国人民解放军空军政治部首任宣传部部长，空军大校。曾任《先锋》杂志副主编。获得中华人民共和国二级独立自由勋章、中国人民解放军独立功勋荣誉章等奖章。

## 生平
1917年8月生于江苏省宝应县；
1939年在国民革命军新五军作抗日宣传工作；同年在太行山入“抗大”一分校学习；
1940年起在八路军第四纵队、八路军第五纵队、新四军第三师政治部任职，兼任《先锋》杂志副主编；
1945年9月任东北人民自治军华中第三师政治部宣传部副部长，参加了辽沈战役、平津战役等战役；
1949年8月调到组建中的中国人民解放军空军任空军政治部宣传部部长。1955年被授予中国人民解放军空军上校军衔，1960年晋升空军大校军衔；
1980年8月离休，后被总政治部评为“全军先进离休干部”。